# Мордовское (Нижегородская область)
Мордовское — деревня в Павловском районе Нижегородской области. Входит в состав Калининского сельсовета.

## Природа окрестностей
Деревня расположена в долине реки Кишмы в слабохолмистой безлесной местности. Рядом имеются два пруда. С севера (со стороны М. Мартова) к деревне примыкает небольшой лес из берёзы и дуба. В окрестностях деревни имеются гнездовья куропаток.

## История
Название деревни свидетельствует о том, что первоначальным её населением была мордва.
Территория, на которой расположено поселение, в исторических источниках называется “Перемиловские горы”, которые начало берут от самого Мурома. 
В Российском государственном архиве древних актов, где в фонде Поместного приказа хранятся царские жалованные грамоты и указы, находится одна царская жалованная грамота от 1621 года следующего содержания:
“ Божьей милостью мы, великий государь и царь, и великий князь Михаил Федорович (прим. Романов), всея Руси Самодержец, по плотскому рождению отца нашего, а по духовному чину отца нашего и богомольца, великого государя святейшего Филарета Никитича, Божьей милостью патриарха Московского и всея Руси, по его прошению, дал есть в дом пречистыя Богородицы честнаго и славнаго ее Успения и великих чудотворцев Петра и Ионы и отцу нашему и богомольцу великому государю святейшему Филарету Никитичу, божьей милостью патриарху Московскому и всея Руси или хто волею Божию по отце нашем великом государе святейшем патриархе Филарете Никитиче, Божьей милостью патриарха Московского и всея Руси в дому пречистыя Богородицы и иные патриархи будут, в Муромском уезде в Стародуб-Воцком стане село Ярымово, сельце Мартово на реке Кишме, деревню Рыбино на реке Кишме ж, деревню, что была пустошь меньшое Мартово на Суходолье, деревню, что была пустошь Булатниково на Сухлдолье, деревню Тарку Муромскую на реке Оке, пустошь, что была деревня Мордовское, пустошь, что была деревня Озерко, пустошь, что была деревня Бутримово на реке Кишме, со всякими угодьями и с лесом, как к тем селам и к деревням и к пустошам всякие угодья изстари были…”
Из грамоты следует, что царь Михаил Федорович из династии Романовых пожаловал данную землю с указанными поселениями своему отцу, патриарху Московскому и всея Руси Филарету. Указанные поселения, в том числе деревня Мордовское, вошли в состав патриарших домовых вотчин и стали составной частью огромных владений, принадлежащих патриарху.
А до этого времени деревня Мордовское, входившая в состав Ярымовской волости вместе с ближайшими соседними волостями: Павловской, Пурецкой, Сосновской и Матюшевской — управлялись приказом царского Большого Дворца, то есть принадлежали царю.
Таким образом, деревня Мордовское еще с первых встречающихся о ней исторических сведений и до 1779 года входила в состав Муромского уезда. Первоначально, деревня Мордовское входила в состав Стародуб-Воцкого стана, затем из-за исчезновения этого города  стала входить в Дубровский стан того же Муромского уезда. С созданием Горбатовского уезда в 1779 году Ярымовская волость вместе с деревней Мордовское стала числиться за ним. 
В 1922 году  все основные поселения Ярымовской волости переводятся в Детковскую и Сосновскую волости (село Глядково и деревня Батманово). А после 17 апреля 1924 года поселения Ярымово,  Большое Мартово, Малое Мартово, Булатниково и Мордовское были переведены в состав Павловской волости. В 1953 году из поселений Ближнедавыдковского, Детсковского и Ярымовского сельсоветов был создан Калининский сельсовет, в состав которого и вошла деревня Мордовское в том числе.
Следует заметить, что в конце XIXв. часть Нисковского поля (Щетниха), ближе к реке Кишме была взята в аренду крестьянином деревни Мордовское Василием Ивановичем Вюгиным, где были обнаружены залежи хорошей глины. Василий Иванович построил кирпичный завод и стал обеспечивать кирпичом всю округу. О качестве кирпича можно судить по еще сохранившимся в некоторых поселениях Павловского района, в том числе деревне Мордовское каменным палаткам и каменным первым этажам домов. Кирпичный завод в Мордовском просуществовал вплоть до 20-х годов XX века.
До 1944 года в деревне, как и в большинстве населённых пунктов Павловского района, была небольшая артель металлистов, принадлежавшая Павловскому метартельсоюзу [1].

## Мордовское сегодня
Ныне Мордовское — типичная вымирающая деревня. Главная и единственная улица — Зелёная, протянувшаяся через деревню с севера на юг перпендикулярно асфальтовой дороге Павлово — Давыдково, сориентирована чётко с севера на юг. Северная часть деревни заселена в основном местным населением, состоящим из пенсионеров, в южной части — преобладают дачники.

## Торговля
В деревне отсутствуют магазины. Сельмаг был закрыт в 90-е годы. Сохранилось его пустующее одноэтажное краснокирпичное здание. Ныне торговля ведётся только с автолавки. Ближайшие магазины — в Давыдкове и Ярымове.

## Транспорт и связь
Имеет автобусное сообщение (Маршруты Павлово — Давыдково) (от павловской автостанции) и Сосновское — Давыдково).
В деревне установлен красный таксофон с номером 8317123448 (возле дома № 4 по ул. Зелёной).